# Sinagoga de Iosefin
La Sinagoga de Iosefin (en rumano: Sinagoga din Iosefin) es una sinagoga ortodoxa que se encuentra en Iosefin, un barrio de Timisoara, Rumanía. Fue construida en 1910, es la más "nueva" de las tres sinagogas que hay en la ciudad, y la única que todavía funciona.
La sinagoga fue originalmente usada por los creyentes judíos ortodoxos. Una escuela primaria y un jardín de infancia habían funcionado en el recinto. El nombre templo es debido a la arquitectura del edificio, en comparación con los antiguos oratorios judíos más pequeños.